# União Esportiva Inhumas
União Esportiva Inhumas é um clube brasileiro de futebol da cidade de Inhumas, no estado de Goiás.
Por um período de tempo o clube mandava seus jogos na cidade de Itaberaí, chamando-se União Esportiva Itaberaí.

## Títulos
| Estaduais | Estaduais                            | Estaduais | Estaduais  |
|           | Competição                           | Títulos   | Temporadas |
| --------- | ------------------------------------ | --------- | ---------- |
|           | Campeonato Goiano - Terceira Divisão | 1         | 2008       |